# Oberpfälzer Kulturbund
Der Oberpfälzer Kulturbund ist ein eingetragener Verein mit Sitz in Regensburg. Er ist der  Dachverband für alle Vereine und Verbände in der Oberpfalz, die auf Kultur und Heimatpflege ausgerichtet sind. Sein Ziel ist die Bewahrung und Pflege Oberpfälzer Kultur.
Der Oberpfälzer Kulturbund entstand 1969 durch Zusammenschluss der Oberpfälzischen Arbeitsgemeinschaft Bayerischer Nordgau und des Oberpfälzer Heimatbundes. Er richtet neben Kulturveranstaltungen wie Konzerten und Ausstellungen auch regelmäßig die Nordgautage aus.
Seit 1982 vergibt er im Rahmen der Nordgautage den Nordgaupreis des Oberpfälzer Kulturbundes.

## Präsidenten
- 1969–1978: Ludwig Gillitzer
- 1978–1984: Max Zaha
- 1984–1996: Rupert Preißl
- 1996–1999: Josef Hammer
- 1999–2006: Alfons Metzger
- 2006–2016: Wilhelm Weidinger
- seit 2016: Volker Liedtke